# Le Comte Airain
Le Comte Airain (titre original : Count Brass) est un roman de fantasy de l’écrivain britannique Michael Moorcock. Il est paru en 1973 puis a été traduit en français et publié en 1989. Ce roman est le cinquième tome de la série La Légende de Hawkmoon.

## Résumé
Des rumeurs amènent Dorian Hawkmoon dans les étangs de Kamarg. Il y rencontre le fantôme du comte Airain, le père de sa compagne, Yisselda, puis ses anciens amis, d'Averc, Noblegent et Oladhan. Tous sont beaucoup plus jeunes que lorsqu'il les a connus et n’ont pas le souvenir des aventures vécues ensemble. 
Dorian soupçonne un sorcier de manipuler le temps. 
Ils partent à sa recherche, en quête d’une pyramide voyageuse qui délivre des messages. Ils passent par la cité des ombres afin d’obtenir un engin capable de la suivre. Ils arrivent à un simulacre de la ville de Londra en Granbretanne où ils combattent les savants maléfiques Kalan et Taragorn.
Dorian se retrouve ensuite projeté en Kamarg avec le comte Airain, dans une dimension parallèle, vide de la présence de ceux qu’il aime, ce qui pèse sur son moral.

## Analyse et commentaire
L’auteur a indiqué dans plusieurs interviews que les romans de ce cycle d’heroic fantasy avaient pour unique vocation de distraire leurs lecteurs.

## Prolongements
L’univers a inspiré un jeu de rôle : Hawkmoon.
En vue d’une adaptation télévisée, BBC Studios a acquis début 2019 les droits des quatre premiers romans de la série, soit Le Cycle du bâton runique qui comprend Le Joyau noir, Le Dieu fou, L'Épée de l'aurore et Le Secret des runes.